# Cirripectes castaneus
Cirripectes castaneus là một loài cá biển thuộc chi Cirripectes trong họ Cá mào gà. Loài này được mô tả lần đầu tiên vào năm 1836.

## Từ nguyên
Tính từ định danh castaneus trong tiếng Latinh có nghĩa là “màu hạt dẻ”, hàm ý đề cập đến màu nâu đỏ của mẫu vật loài cá này khi ngâm trong alcohol.

## Phân bố và môi trường sống
C. castaneus có phân bố rộng khắp khu vực Ấn Độ Dương - Thái Bình Dương, từ Biển Đỏ dọc theo Đông Phi trải dài về phía đông đến quần đảo Samoa và Tonga, ngược lên phía bắc đến Nam Nhật Bản (gồm cả quần đảo Ogasawara), phía nam đến Úc (gồm cả đảo Lord Howe) và quần đảo Kermadec. Ở Việt Nam, C. castaneus được ghi nhận tại vịnh Nha Trang, cù lao Câu cùng quần đảo Hoàng Sa và quần đảo Trường Sa.
C. castaneus xuất hiện chủ yếu trên nền đá và rong san hô trên các rạn san hô, độ sâu đến ít nhất là 32 m.

## Mô tả
Chiều dài chuẩn lớn nhất được ghi nhận ở C. castaneus là 9,2 cm. Loài này có kiểu hình thay đổi tùy theo khu vực địa lý.
Cá đực: cơ thể xen kẽ các sọc nâu nhạt và sẫm, chóp gai vây lưng và tia vây đuôi trước màu vàng (Chagos); màu nâu với các sọc mảnh màu đỏ ở đầu và thân trước (Biển Đỏ); sọc trên đầu và thân xen kẽ màu hồng và nâu (rạn san hô Great Barrier); sọc nâu trên nền thân xám hoặc vàng (Fiji).
Cá cái: đa số đều có hoa văn dạng mắt lưới từ các sọc nâu lượn sóng và các đốm đa giác nhạt màu, đặc biệt quần thể Nam Phi và Kenya có màu nâu trơn với các sọc đốm trên đầu, mống mắt có vòng đỏ, vòng vàng bao quanh đồng tử.
Số gai vây lưng: 11–13; Số tia vây lưng: 13–15; Số gai vây hậu môn: 2; Số tia vây hậu môn: 14–16; Số tia vây ngực: 15.

## Sinh thái
C. castaneus thường hợp thành những nhóm nhỏ rời rạc trải rộng trên các rạn san hô. Trứng của chúng có chất kết dính, được gắn vào chất nền thông qua một tấm đế dính dạng sợi.